# Club Life: Volume Two Miami
Club Life: Volume Two Miami es un álbum recopilatorio del disc jockey holandés Tiësto. Es la segunda entrega de la serie de álbumes Club Life en Miami, una de las principales ciudades del mundo dance. Fue lanzado el 21 de abril de 2012 a través de la discográfica Musical Freedom.
El álbum tiene apariciones musicales de artistas como Axwell, Wolfgang Gartner, Afrojack y Hardwell. Se incluyen los remixes de Tiësto de «Paradise» de Coldplay,  «Somebody That I Used to Know» de Gotye y «Young Blood» de The Naked and Famous. 
Los críticos han reaccionado favorablemente al álbum, con su estilo sublime y composiciones musicales como destacados artistas. Los críticos también sintieron que el álbum efectivamente refleja la cultura dance en Miami. Club Life: Volume Two Miami fue un éxito varios países como Canadá, Rusia, Suiza y Estados Unidos, donde llegó al número 16 en la lista Billboard 200.

## Antecedentes y desarrollo

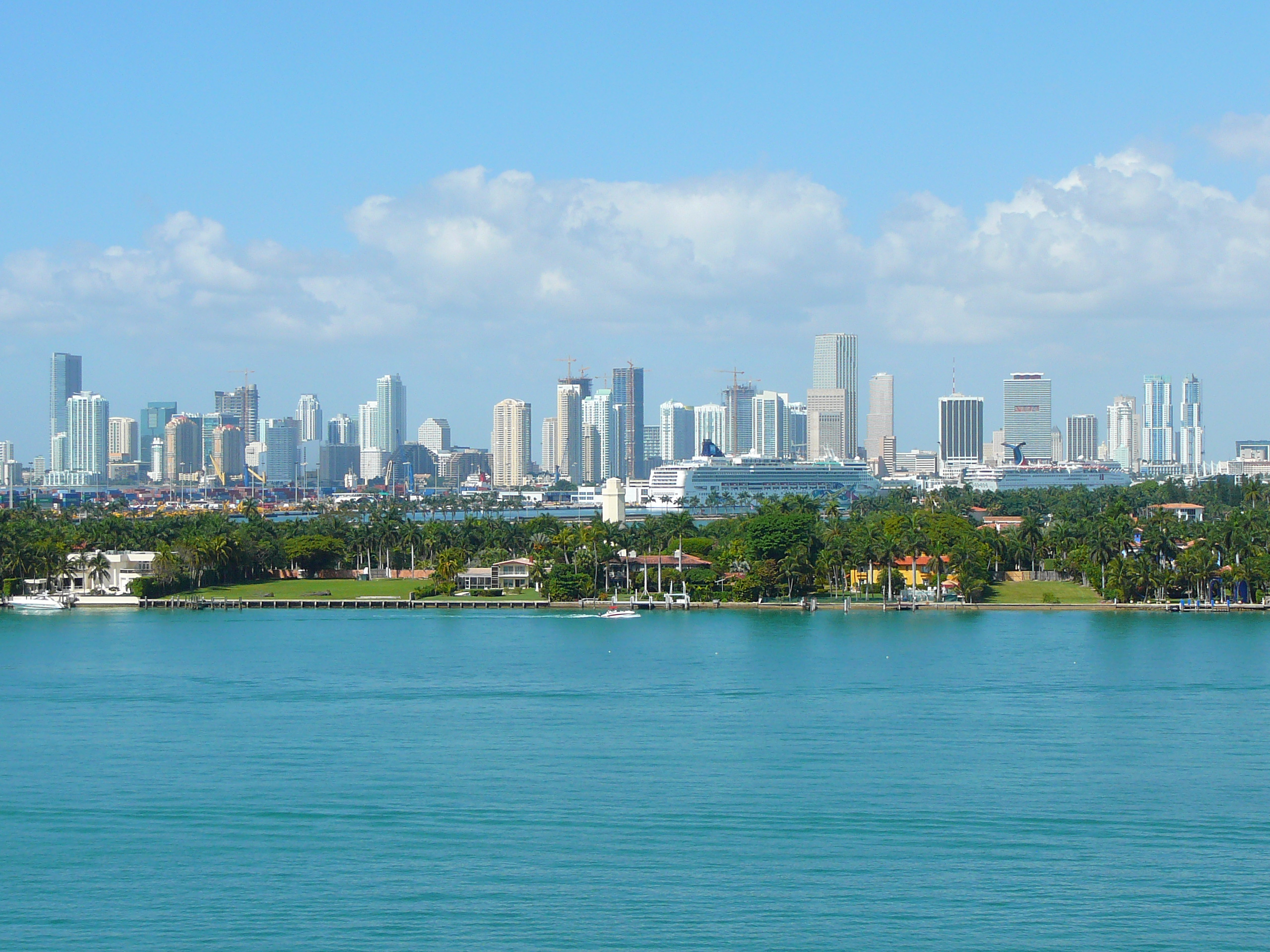
Tiësto quedó impresionado con la vida nocturna de Miami al llegar a los Estados Unidos.

Club Life: Volume Two Miami es la segunda entrega de la serie Club Life, sucediendo a su predecesor Club Life: Volume One Las Vegas (2011). El álbum sirve como un homenaje a la vida nocturna en Miami, Florida, una ciudad reconocida internacionalmente por ser un epicentro para la música electrónica de baile. Al llegar a los Estados Unidos en 2002, Tiësto se enamoró instantáneamente por la vibrante música electrónica de la ciudad, pero el género aún debía ganar popularidad en el resto del país. "Literalmente el primer lugar que visite de América fue Miami," recordó, "y desde entonces siempre he estado enamorado de la ciudad. Siempre han apoyado mi música. Incluso a principios de 2002, cuando en América no estaba instalada la música de baile, Miami ya había apoyado mi música y mis pistas se reproducían en todas las tiendas." Tiësto que realiza un concierto anualmente en Miami, buscó inspiración en diferentes discotecas en la ciudad. Explicó, "Quería crear canciones que le dan a los fans la oportunidad de sentir la experiencia de los clubes de Miami, aunque la hayan visitado o no."
Tiësto ha colaborado con múltiples productores discográficos y disc jockeys en el proceso de grabación del álbum, como Afrojack, Wolfgang Gartner y Swanky Tunes. Club Life: Volume Two contiene remixes de «Paradise» de Coldplay, «Somebody That I Used to Know» de Gotye y  «Young Blood» de The Naked and Famous —canciones que Tiësto profesa como algunos de sus favoritos. "Con los remixes de este álbum, tomé un puñado de canciones que me encantan y cree remixes filtrados a través de Club Life sound", explicó.

## Composición

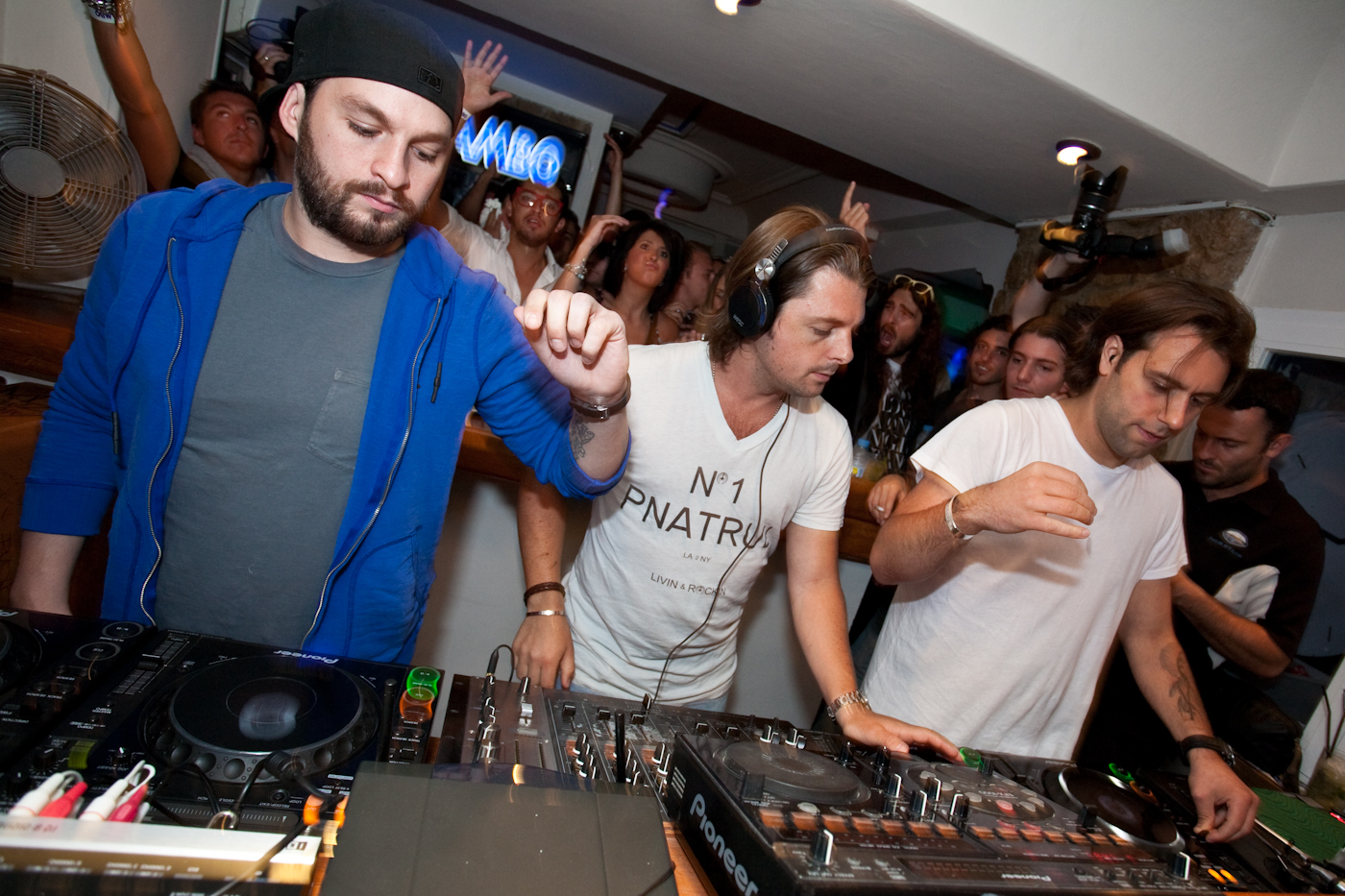
Axwell, integrante de Swedish House Mafia, (en el centro) es el creador del remix de "In My Mind".

El disco se abre con un puente "Miami" y la canción «Chasing Summers», homenajeando a los veranos en la ciudad. Sigue con la tercera pista, «We Own the Night»; la canción cuenta con la voz de la artista inglesa Luciana Caporaso, que coincide sobre la línea de bajo. Después de la transición de «What Can We Do (A Deeper Love)» y «If a Lie Was Love», las respectivas pistas séptima y octava, son los remixes de «Paradise» y «Somebody That I Used to Know». Continúa con la novena canción «Walls», del género house, que contiene una melodía alegre y un desglose de inspiración. La décima pista del álbum es la colaboración de Tiësto y Hardwell con el remix de «Young Blood», aunque conserva cosas de la canción original, "un sonido eufórico con una voz dulce progresivamente construyendo junto a sintetizadores, antes de soltar un sonido sordo". La pista decimotercera, «Arena», luego «Life», «Long Time» de John De Sohn, y la "canción electrónica del verano" el remix de «In My Mind» por Axwell. La pista dieciséis, «Can't Stop Me», fue trabajo colaborativo entre compañeros holandeses, Tiësto y Afrojack. Y la pista final del álbum es «Maximal Crazy».

## Lista de canciones
| N.º | Título                                                         | Artista                                            | Duración |  |
| 1.  | «Miami» (Original Mix)                                         | Tiësto                                             | 2:05     |  |
| 2.  | «Chasing Summers» (Original Mix)                               | Tiësto                                             | 6:36     |  |
| 3.  | «We Own the Night» (Original Mix)                              | Tiësto & Wolfgang Gartner con Luciana Caporaso     | 5:32     |  |
| 4.  | «What Can We Do (A Deeper Love)» (Third Party Remix)           | Tiësto                                             | 6:25     |  |
| 5.  | «If a Lie Was Love» (Baggi Begovic & Robbie Taylor Deep Remix) | Josie Cotton                                       | 7:10     |  |
| 6.  | «Somebody That I Used to Know» (Tiësto Remix)                  | Gotye con Kimbra                                   | 4:33     |  |
| 7.  | «Paradise» (Tiësto Remix)                                      | Coldplay                                           | 4:44     |  |
| 8.  | «Walls» (Original Mix)                                         | Sultan & Ned Shepard con Quilla                    | 7:16     |  |
| 9.  | «Young Blood» (Tiësto & Hardwell Remix)                        | The Naked & Famous                                 | 6:37     |  |
| 10. | «Life» (Original Mix)                                          | John Dahlbäck                                      | 6:19     |  |
| 11. | «Long Time» (Original Mix)                                     | John De Sohn con Andreas Moe                       | 6:22     |  |
| 12. | «In My Mind» (Axwell Mix)                                      | Ivan Gough & Feenixpawl con Georgi Kay             | 6:40     |  |
| 13. | «Arena» (Original Mix)                                         | Avesta                                             | 7:23     |  |
| 14. | «Can't Stop Me» (Tiësto Remix)                                 | Afrojack & Shermanology                            | 5:19     |  |
| 15. | «Make Some Noise» (Original Mix)                               | Tiësto & Swanky Tunes con Ben McInerney y New Navy | 7:20     |  |
| 16. | «Maximal Crazy» (Original Mix)                                 | Tiësto                                             | 6:49     |  |

| iTunes bonus track |                           |         |          |  |
| N.º                | Título                    | Artista | Duración |  |
| 17.                | «Las Vegas» (Moska Remix) | Tiësto  | 6:24     |  |